# Koloniale troepen

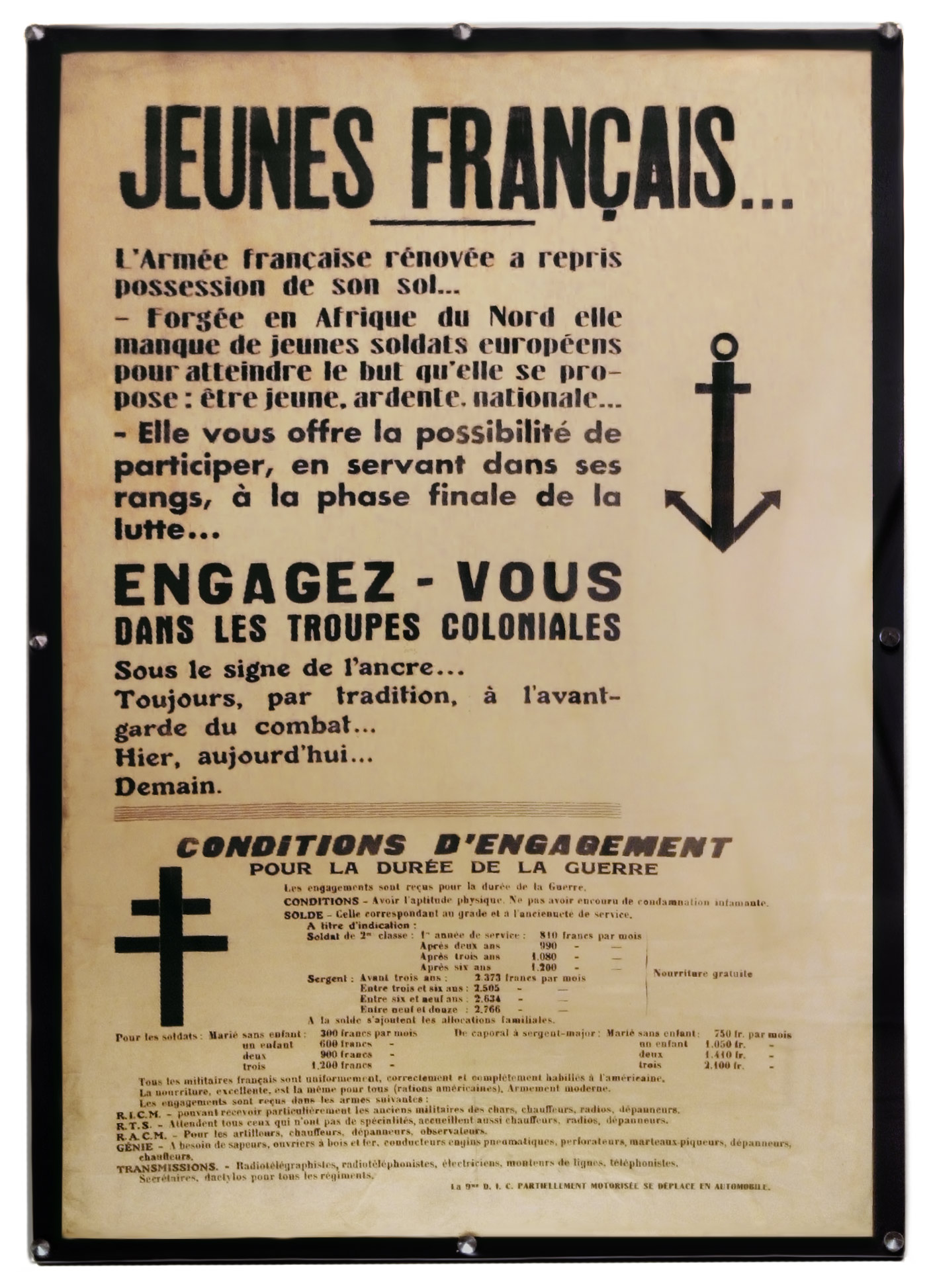
Oproepadvertentie waarin burgers worden uitgenodigd om zich aan te melden bij de Franse Koloniale Strijdkrachten, nadat de koloniën in Noord-Afrika (Algerije, Tunesië) waren heroverd door de geallieerden in de Tweede Wereldoorlog na Operatie Torch.

Koloniale troepen of koloniale leger verwijst naar verschillende militaire eenheden die zijn geworven uit, of gebruikt als garnizoenstroepen in, koloniale gebieden.

## Koloniale achtergrond
Dergelijke koloniën kunnen overzees liggen of in gebieden die worden gedomineerd door naburige landmachten zoals het keizerlijke China of het tsaristische Rusland. Koloniale troepen zijn gebruikt door imperiale machten, zowel in de oudheid (zoals Carthago
en Rome), of modern (zoals Groot-Brittannië, Frankrijk, Nederland, Denemarken, de Verenigde Staten, Duitsland, Italië, Japan, Spanje en Portugal). Soms zijn ze gerekruteerd onder plaatselijke leiders, als auxilia; en andere keren rechtstreeks georganiseerd door de koloniale macht.

## Oorsprong
Aan het begin van de moderne koloniale periode waren dergelijke troepen voornamelijk Europeanen uit het thuisleger van het betreffende land, maar al snel werden lokaal gerekruteerde "inheemse" troepen ingelijfd. Deze laatsten dienden meestal in aparte eenheden, aanvankelijk onder hun eigen leiders, later onder Europese officieren.
De sepoys van de Britse Oost-Indische Compagnie waren een vroeg voorbeeld. Tegen het midden van de 18e eeuw werden deze troepen steeds vaker rechtstreeks gerekruteerd door de Compagnie, waardoor er een meer systematische voorziening, training en tactieken ontstonden, wat resulteerde in de vorming van de presidency armies. Tijdens de Indiase opstand van 1857, of "Sepoy-Muiterij", kwamen veel sepoys in opstand tegen de Compagnie, wat leidde tot het einde van het bestuur van de Compagnie in India. Nadat de Britse regering in 1858 rechtstreekse controle over Brits-Indië had overgenomen, vormden de sepoys de regimenten van het Brits-Indisch leger, waarvan sommige tot op de dag van vandaag voortleven in de nationale legers van Pakistan en India. In Suriname werd in de 18e eeuw het vrijkorps Redi Musu (Rode Mutsen) opgericht, bestaande uit vrijgekochte slaven die werden ingezet voor strafexpedities tegen ontsnapte marrons.

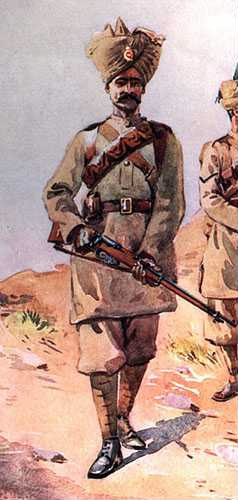
Een Punjabi-sepoy van het Brits-Indisch leger in 1910

Veel koloniale machten probeerden minderheidsvolkeren te werven, zoals in Nederlands-Indië de Ambonezen, om de meerderheidsbevolking, met name de Javanen, die als minder betrouwbaar werden gezien, in bedwang te houden. Ten behoeve van de strijd in Atjeh werd eind negentiende eeuw het Korps Marechaussee te voet opgezet. Dergelijke minderheidsgroepen, en zij die bij opstand het koloniale regime trouw bleven, werden vaak aangewezen als 'krijgshaftige rassen'. Hun vermeende superieure krijgskwaliteiten werden gepropageerd en hun gemeenschappen werden beloond met een speciale status. Een koloniale macht kon echter voor een dilemma komen te staan: wanneer militaire ontwikkelingen aantallen tot een prioriteit maakten, moest het ofwel vertrouwen op de meerderheid en dus het risico lopen de controle te verliezen, ofwel vertrouwen op minderheden in combinatie met grote aantallen dure Europese of andere niet-lokale troepen. Het Franse Leger van de Levant bood een voorbeeld van de laatstgenoemde optie. Opgericht in 1920 om de mandaatgebieden Syrië en Libanon militair te controleren, bestond deze troepenmacht van ongeveer 10.000 man (in 1938) voornamelijk uit rekruten uit minderheidsgroepen zoals de Alawieten, Druzen, Koerden en Circassiërs, aangevuld met eenheden uit Noord-Afrika, Senegal en Franse vreemdelingenlegioen eenheden. 
Het Britse leger roteerde grote aantallen van zijn reguliere troepen door India en andere overzeese bezittingen, waarbij het de lokale koloniale strijdkrachten versterkte. Het is echter opmerkelijk dat de Britse troepen in Nigeria en andere West-Afrikaanse gebieden onder normale omstandigheden bijna allemaal lokaal werden gerekruteerd, met uitzondering van officieren, enkele onderofficieren en een paar specialisten.
Veranderingen in de koloniale heerser betekenden meestal de voortzetting van lokale werving - vaak uit dezelfde bronnen. Zowel de Spaanse als de Amerikaanse heersers van de Filipijnen werkten met Filipijnse troepen uit dezelfde regio's en stamgroepen. In de jaren 1830 waren de oorspronkelijke zouaven vrijwilligers uit een stamgroep die huurlingen leverde voor zowel de Ottomaanse als de Franse heersers van Algerije.

## Koloniale milities
Koloniale troepen kunnen bestaan uit lokale strijdkrachten samengesteld uit kolonisten in koloniën waar deze talrijk waren. In de 18e eeuw werden milities opgericht in Koloniaal Amerika. Een groot deel van de troepen die Spanje en Portugal tot het begin van de 19e eeuw in Zuid- en Midden-Amerika handhaafden, werd lokaal gerekruteerd. Koloniale milities in Australië, Canada en Nieuw-Zeeland vormden de oorsprong van de moderne legers van deze landen.

## Gebruik buiten oorsprongsgebied

Een gerekruteerde Afrikaanse soldaat van het KNIL diende in de Java-oorlog.

Tegen de 20e eeuw werden koloniale troepen vaak buiten de grenzen van hun oorsprongsgebied gebruikt. Troepen uit de Noord-Afrikaanse koloniën van Frankrijk dienden in de Krimoorlog, de Frans-Duitse Oorlog en vooral in de loopgraven van de Eerste Wereldoorlog in Frankrijk zelf. Frankrijk zette Afrikaanse troepen in tijdens Tweede Wereldoorlog en tijdens de daaropvolgende Indochina en Algerijnse Oorlogen. Indiase troepen dienden in grote aantallen in Europa tijdens beide wereldoorlogen, evenals in het Midden-Oosten, Malaya, Birma en Noord-Afrika in de Tweede Wereldoorlog. De Regulares (Moors infanterie- en cavaleriekorps) van Spaans-Marokko
speelden een belangrijke rol in de Spaanse Burgeroorlog van 1936-39. Japan rekruteerde troepen uit Korea en Taiwan tijdens de periode van koloniaal bewind in beide landen. Italië zette Dubats in vanuit Italiaans-Somaliland, samen met Eritrese en Libische eenheden bij de verovering van Ethiopië tijdens 1936; Eritrese troepen werden ook gebruikt bij de bezetting van Libië van 1911 tot 1935 en een volledige divisie van Libische infanterie nam deel aan de Ethiopische campagne. Portugal zette Landim-troepen uit Mozambique in in Angola, waarbij ze ook werden gebruikt in de garnizoenen van Portugees-India en Macau tot de jaren 1950. Gedurende de 19e eeuw werden enkele duizenden West-Afrikaanse soldaten gerekruteerd door de Nederlandse koloniale autoriteiten voor dienst in het Nederlands-Indisch Leger, ze werden Orang Blanda Itam (Zwarte Hollanders) genoemd.